# Regierung Zahle I

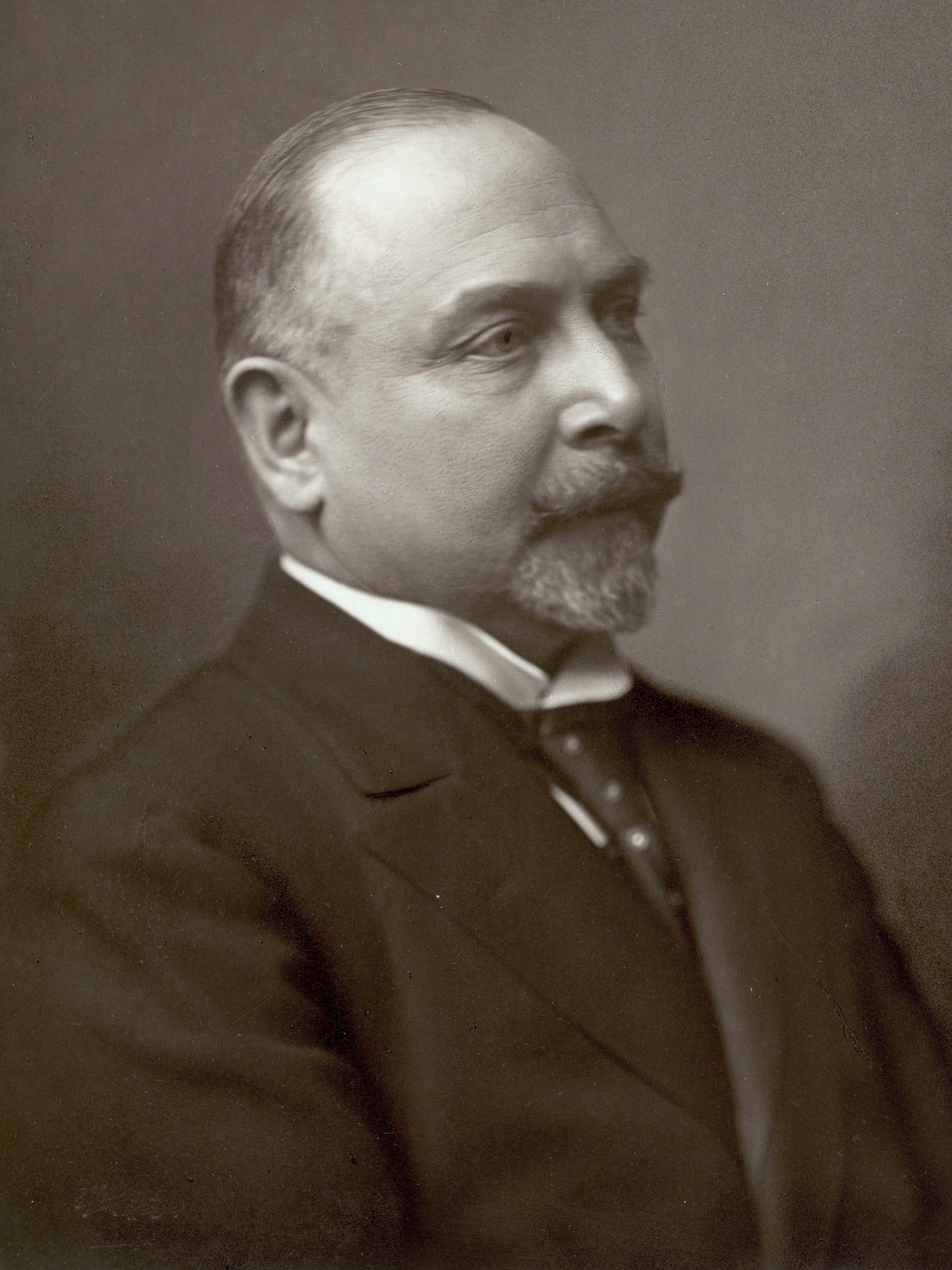
Carl Theodor Zahle

Die Regierung Zahle I wurde in Dänemark am 28. Oktober 1909 durch Carl Theodor Zahle von Det Radikale Venstre als Minderheitsregierung gebildet und löste die Regierung Holstein-Ledreborg von der Venstre ab. Sie befand sich bis zum 5. Juli 1910 im Amt und wurde dann durch die Regierung Berntsen von der Venstre abgelöst.
Nach der Verabschiedung der Verteidigungsordnung (Forsvarsforliget) vom 18. Oktober 1909, die zum Bau verschiedener Festungsanlagen und Kasernen führte, und das Heeresgesetz (Hærloven) ergänzte, das bereits am 30. September 1909 verabschiedet wurde und eine Neugliederung der Heeresorganisation war Verteidigungsminister Jens Christian Christensen zurückgetreten. Dieser hatte die Neuregelungen durch einen Kompromiss mit Det Radikale Venstre (RV) von Carl Theodor Zahle befürwortet, während Ministerpräsident Holstein-Ledreborg dies ablehnte. Daraufhin kam es zu einem Misstrauensvotum, aus der die RV als Sieger hervorging und die Regierung Holstein-Ledreborg am 28. Oktober 1909 zurücktrat. Zahle bildete daraufhin eine eigene Minderheitsregierung, die nach den letzten Wahlen zum Folketing vom 25. Mai 1909 über 18 der 114 Parlamentssitze verfügte.
Bei den darauf folgenden Wahlen zum Folketing am 20. Mai 1910 traten die Venstrereformpartiet und die Det Moderate Venstre wieder als gemeinsame Partei unter dem Namen Venstre an und wurden stärkste Partei.

## Ergebnisse der Wahlen zum Folketing vom 20. Mai 1910
| Partei               | Stimmen | Prozentanteil | Mandate | Gewinne/Verluste (+/-) |
| -------------------- | ------- | ------------- | ------- | ---------------------- |
| Venstre              | 118.988 | 34,1          | 57      | +7                     |
| Socialdemokraterne   | 98.718  | 28,3          | 24      | ±0                     |
| Det Radikale Venstre | 66.734  | 19,1          | 20      | +2                     |
| Højre                | 64.904  | 18,6          | 13      | −9                     |

## Minister
| Ressort                                  | Amtsinhaber                                                                   |
| ---------------------------------------- | ----------------------------------------------------------------------------- |
| Ministerpräsident Justizminister         | Carl Theodor Zahle                                                            |
| Außenminister                            | Erik Scavenius                                                                |
| Finanzminister                           | Edvard Brandes                                                                |
| Innenminister                            | Peter Rochegune Munch                                                         |
| Minister für Kirche und Unterrichtswesen | M. C. B. Nielsen                                                              |
| Verteidigungsminister                    | Christopher Krabbe                                                            |
| Minister für öffentliche Arbeiten        | Jens Jørgen Jensen-Onsted ab 2. Februar 1910: Wilhelm Weimann (kommissarisch) |
| Landwirtschaftsminister                  | Poul Christensen                                                              |
| Minister für Handel und Schifffahrt      | Wilhelm Weimann                                                               |
| Minister für Island                      | Björn Jónsson                                                                 |